# دریادارهای چینی
دریادارهای چینی (نام علمی: Parasarpa) نام یک سرده از خانواده فرچه‌پایان است.